# Исанти (город, Миннесота)
Иса́нти (англ. Isanti) — город в округе Исанти штата Миннесота (США). Согласно переписи 2010 года, в Исанти проживают 5320 человек. Население города значительно возросло с 2000 года (2324 человека), также вырос средний доход на домашнее хозяйство 43 000 $ до 63 000 $.

## География
Площадь Исанти — 12,56 км² (12,46 км² — суша, 0,1 км² — водоёмов).

## История
Имя города, как и округа, произошло от устаревшего названия племени индейцев сиу, которое проживало на реке Рам и озёрах Милл-Лакс.

## Население
По данным переписи 2010 года население Исанти составляло 5320 человек (из них 50,4 % мужчин и 49,6 % женщин), было 1905 домашних хозяйств и 1336 семей. Расовый состав: белые — 94,7 %, афроамериканцы — 1,1 %, коренные американцы — 0,5 %, азиаты — 0,7 и представители двух и более рас — 2,2 %.
Из 1905 домашних хозяйств 49,9 % представляли собой совместно проживающие супружеские пары (29,9 % с детьми младше 18 лет), в 13,0 % домохозяйств женщины проживали без мужей, в 8,6 % домохозяйств мужчины проживали без жён, 28,6 % не имели семьи. В среднем домашнее хозяйство вели 2,81 человека, а средний размер семьи — 3,23 человека. В одиночестве проживали 20,6 % населения, 6,3 % составляли одинокие пожилые люди (старше 65 лет).
Население города по возрастному диапазону распределилось следующим образом: 32,8 % — жители младше 18 лет, 60,7 % — от 18 до 65 лет и 6,5 % — в возрасте 65 лет и старше. Средний возраст населения — 28,4 года. На каждые 100 женщин приходилось 101,7 мужчины, при этом на 100 совершеннолетних женщин приходилось уже 100,4 мужчин сопоставимого возраста.
В 2014 году из 3956 трудоспособных жителей старше 16 лет имели работу 3194 человека. При этом мужчины имели медианный доход в 42 512 долларов США в год против 37 019 долларов среднегодового дохода у женщин. В 2014 году медианный доход на семью оценивался в 70 537 $, на домашнее хозяйство — в 56 699 $. Доход на душу населения — 25 398 $. 6,5 % от всего числа семей и 6,7 % от всей численности населения находилось на момент переписи за чертой бедности.
Динамика численности населения:
|  |